# Daryl Perkins
Daryl Perkins (Melbourne, 20 april 1943) is een Australisch voormalig baanwielrenner.
Perkins deed namens Australië mee aan de Olympische Spelen van 1964 (Tokio). Samen met Ian Browne deed hij mee op de tandemsprint. Ze werden in de kwartfinale uitgeschakeld door de Sovjet-Unie en eindigden als vijfde.
Daryl Perkins is de vader van baanwielrenner Shane Perkins, die in 2011 wereldkampioen keirin werd.

## Belangrijkste overwinningen
1966
 Sprint op de Gemenebestspelen, Elite